# JIGGER'S SON BEST
『JIGGER'S SON BEST』（ジガーズサンベスト）は、JIGGER'S SONのベスト・アルバム。

## 概要
『orange』と『apple』の2作品での発売。

## 収録曲

### orange
1. 缶ビール
2. 海辺で暮らす君
3. 告白
4. 春
5. 大丈夫
6. 流星
7. 何もしてあげない
8. 雪
9. 月
10. クロ
11. 素敵な日々
12. 紫の花
13. 忘れないで
14. お宝 〜大切な君だから〜

### apple
1. バランス
2. さらし者
3. ふらんす
4. 14才（97年風）
5. あなたの味方（オチなし風）
6. 迷える子羊
7. 海へ行った
8. パズル
9. 光の扉
10. スイッチ
11. どうすればいいの
12. 流浪の民
13. Film
14. 世界の終わり